# São Cristóvão
São Cristóvão (pt. za Sveti Kristofor) je grad u sjeveroistočnoistočnoj brazilskoj državi Sergipe; treći po veličini poslije gradova Aracaju i Nossa Senhora do Socorro.
Kako grad bio prva prijestolnica države Sergipe del Rey, do 1855. god. kada je to postao Aracaju, São Cristóvão se drži za četvrti najstariji grad u Brazilu. Njegovu kolonijalnu prošlost najbolje opisuje središnji gradski trg, Trg sv. Franje, koji je upisan na UNESCO-ov popis mjesta svjetske baštine u Amerikama 2010. godine jer "svojim izvanrednim planom svjedoči o povijesti grada od njegovog osnutka do 19. stoljeća".

## Povijest
São Cristóvão je primjer portugalske urbanizacije brazilske obale gdje su osnovana mnoga lučna naselja kako bi se učvrstila veza s drugim portugalskim kolonijama koje su već postojale u Africi, Aziji i Južnoj Americi. Svako naselje je pratilo konfiguraciju tla i prilagođavalo se lokalnim uvjetima. São Cristóvão je nastao kao utvrda koja je povezivala velike kolonije Salvador i Olindu u području gdje su indijanci pružali snažan otpor kolonizatorima, a francuski krijumčari blokirali pristup mnogim rijekama.
Osnovao ga je Cristóvão de Barros na poluotoku rijeke Poxim, mjestu koje mu je darovao Filip II., kralj Španjolske, u nadi kako će nova kolonija ojačati njegov utjecaj u tom području za kratko vrijeme ujedinjenja dvije velike rivalne kolonijalne sile, Portugala i Španjolske (1580. – 60.), poznato kao Iberijska unija. Grad se selio dva puta, 1549. – 95. i ponovno 1607. godine na današnju lokaciju. Kada je osnovana država Sergipe, između trgovačkih središta Recife na sjeveru i Salvadora na jugu, Sao Cristóvão je postao njezinim glavnim gradom i polaznom točkom kolonizacije unutrašnjosti u 19. st.
Kada je prijestolnica prebačena u Aracaju 1855. godine, São Cristóvão je prestao napredovati ali se zato njegovo povijesno središte sačuvalo gotovo u izvornom obliku. God. 1938. je São Cristóvão proglašen za povijesni spomenik, a od 1941. – 62. je zaštićeno mnogo njegovih pojedinačnih građevina.

## Znamenitosti
Trg sv. Franje (Praça de São Francisco) predstavlja dosljednu i skladnu cjelinu koja spaja obrasce portugalske okupacije zemljišta i normi izgradnje gradova koje su utvrdili Španjolci. Osnovan u skladu s dužinom i širinom propisanom Zakonom IX. Filipinskog pravilnika, ovaj trg uključuje koncept Glavnog trga (Plaza Mayor) koji se nalazio u svim kolonijalnim gradovima Latinske Amerike, dok je u isto vrijeme umetnut u urbani obrazac portugalskog kolonijalnog grada u tropskom krajoliku. Dakle, može se smatrati izvanrednom simbiozm urbanog planiranja gradova Portugala i Španjolske. Relevantne državne i vjerske institucionalne građevine okružuju trg. Od kojih su glavne: 
- Barokni Samostanski kompleks s crkvom sv. Franje (Igreja e Convento de São Francisco) ili Samostan sv. Križa (Convento de Santa Cruz) iz 1659., je imao izvorni zvonik od adobea koji je obnovljen od kamena u 19. st. Nakon zabrane reda bio je napušten do 1902. god. kada ga obnavljaju njemački franjevci, a danas je Muzej sakralnih umjetnosti.
- Crkva Gospe od pobjede (Matriz de Nossa Senhora das Victórias) iz 1608.,, kojega su uništili Nizozemci i koji je obnovljen tek u 19. st., i to u neoklasicističkom stilu.
- Samostan karamelićanki (Convento do Carmo) iz 1699. je obnovljen polovicom 18. st. sa sjejnom baroknom fasadom i rokoko interijerom. Nakon gotovo stoljeća izgnanstva od 2003. godine je vraćen karamelićanima iz Pernambuca.
- Stara crkva i Sveta kuća milosti (Antiga Igreja e Santa Casa de Misericórdia) su služile kao osnovna škola i ubožnica za starije časne sestre.
- Kuća Sobrado com Balcão Corrido iz 18. stoljeća je sagrađena od blata sa stupovima od kamena i opeke, te se odlikuje balkonom duž cijelog pročelja koji je ukrašen vijencima s cvjetnim motivima.

## Vanjske poveznice
- Službena turistička stranica (port.)
- Kolonijalna povijest grada  Arhivirana inačica izvorne stranice od 27. siječnja 2007. (Wayback Machine) (port.)
- Praça em São Cristóvão, no Sergipe, agora é Patrimônio da Humanidade (port.)

### Ostali projekti
|  | Zajednički poslužitelj ima još gradiva o temi São Cristóvão |